# 小家一彦
小家 一彦（おいえ かずひこ、1965年 - ）は、日本の教育者、駒場東邦中学校・高等学校校長（9代）。
山形県山形市生まれ。早稲田大学教育学部を卒業し、1990年に駒場東邦中高に国語科教諭として着任。学年主任、教科主任、校務主任などを歴任し、2020年4月から同校校長を務める。

## 注
1. ↑  “自分で考え、自己評価する駒場東邦の学び　大学受験は1人の勝負”. 朝日新聞デジタル (2021年12月30日). 2023年12月29日閲覧。